# Comuna Barvinivka, Novomîkolaiivka
Barvinivka (în ucraineană Барвінівка) este o comună în raionul Novomîkolaiivka, regiunea Zaporijjea, Ucraina, formată din satele Barvinivka (reședința), Vasîlkove și Zirnîțea.

## Demografie
Componența lingvistică a comunei Barvinivka
     Ucraineană (93,16%)
     Rusă (5,53%)
     Alte limbi (1,02%)
Conform recensământului din 2001, majoritatea populației comunei Barvinivka era vorbitoare de ucraineană (93,16%), existând în minoritate și vorbitori de rusă (5,53%).